# Egle
|  | Pel que fa a la filla d'Asclepi vegeu Egla. |

D'acord amb la mitologia grega, Egle (en grec antic: Αἴγλη), va ser una filla de Panopeu, heroi de la Fòcida, i germana d'Epeu.
Teseu, en veure-la, se'n va enamorar i diuen que aquesta va ser la causa que s'oblidés d'Ariadna, a la que va abandonar a Naxos per casar-se amb ella, segons explica Plutarc, citant un fragment d'Hesíode. Segons Plutarc, aquest va ser un acte ignominiós i indecent, ja que va trair el jurament que havia fet a Ariadna.

## Música
El compositor francès Pierre de La Garde va compondre el 1748 una òpera amb aquest títol.